# نذير القادري
نذير محمد القادري (مواليد 1970 في دمشق) مجاز في الأدب العرب ومدرس وسياسي سوري كان يشغل منصب وزير التربية والتعليم في الحكومة الانتقالية السورية برئاسة محمد البشير منذ 10 كانون الأول 2024 وذلك بعد سقوط نظام الأسد. وخلفه محمد عبد الرحكن تركو الذي تولى منصب وزير التربية في 29 مارس 2025.
قبل ذلك شغل نفس المنصب في حكومة الإنقاذ السورية منذ 29 أيار 2023 وحتى تعيينه بالمنصب الجديد.

## لمحة
حاصل على شهادة البكالوريوس في اللغة العربية من جامعة دمشق، وعمل مدرسًا للغة العربية لمدة 18 عامًا، قبل أن يتم اعتقاله من قبل نظام الأسد عام 2008 بسبب نشاطه السياسي، حيث سجن لمدة 10 سنوات حتى عام 2018.
بعد خروجه من السجن انتقل إلى مناطق سيطرة هيئة تحرير الشام في محافظة إدلب حينها وعمل مشرفًا على الأنشطة التعليمية في مجمع الدانا التربوي لمدة عامين، ثم مديرًا للتفتيش الداخلي في وزارة التربية والتعليم في حكومة الإنقاذ السورية (2 تشرين الثاني 2017) لأكثر من عام، وكان عضوًا في مجلس التربية والتعليم، ورئيسًا للجنة التنظيم والإدارة في الوزارة.
تولى نذير القادري رئاسة وزارة التربية والتعليم في حكومة الإنقاذ في دورتها السادسة (19 كانون الثاني 2023) برئاسة علي عبد الرحمن كده.
المؤهلات العلمية:
- حاصل على إجازة في التربية من جامعة دمشق.
- استكمل دراساته العليا وحصل على درجة الماجستير في الإدارة التربوية.
- تخصص في تطوير المناهج الدراسية والإدارة التربوية، مما أكسبه خبرة واسعة في القطاع التعليمي